# Downey, Kalifornija
Downey je grad u američkoj saveznoj državi Kaliforniji. Upravno pripada okrugu Los Angeles. Prema službenoj procjeni iz 2009. godine ima 113.469 stanovnika. Od Los Angelesa je udaljen 16 km, koliko i od pacifičke obale.

## Povijest
Prije dolaska Španjolaca, područje današnjeg Downeya naseljavali su Gabrieleño Indijanci. Godine 1771. osnovana je misija svetog Gabriela arkanđela, nakon čega se Europljani polako doseljavaju. Kao i kod većine kalifornijskih gradova, i ovdje je poljoprivreda potakla rast i razvitak u 19. stoljeću.
Downey je dobio ime po kalifornijskom guverneru Johnu G. Downeyu. Status grada ima od 1956. godine. Tijekom 20. stoljeća bio je značajan kao jedno od središta američke zrakoplovne industrije; u tvornicama u predgrađu proizvodili su se dijelovi za zrakoplove, kao i za Space Shuttle. Danas je najveći poslodavac bolnica Rancho Los Amigos, svjetski poznat rehabilitacijski centar kod ozljeda kralježnice.
U gradu se nalazi McDonald'sov restoran iz 1953., najstariji na svijetu.

## Stanovništvo
Prema popisu stanovništva iz 2000. godine grad je imao 107.323 stanovnika, u 33.989 domaćinstava i 25.997 obitelji. Prosječna gustoća naseljenosti je bila 3333 stan./km².
Prema rasnoj podjeli u gradu je 2000. živjelo 53,5% bijelaca, 7,7% Azijata, 3,8% Afroamerikanaca, 0,9% Indijanaca, 0,2% stanovnika podrijetlom s Pacifika, 29,1% ostalih rasa te 4,9% dviju ili više rasa. Čak 57,9% stanovništva bilo je hispanoameričkog ili latinoameričkog podrijetla.
Prema popisu stanovništva iz 2010. u njemu je živjelo 111.772 stanovnika.

## Poznate osobe
- James Hetfield, pjevač heavy metal sastava Metallica
- Wayne Rainey, športski motociklist

## Vanjske poveznice
- Službena stranica  Arhivirana inačica izvorne stranice od 11. studenoga 2020. (Wayback Machine) (engl.)